# Gliese 581 e
Gliese 581 e (Gl 581 e) – planeta pozasłoneczna typu superziemia, orbitująca wokół czerwonego karła Gliese 581.
Gliese 581 e jest zaledwie 1,9 razy masywniejsza od Ziemi. Krąży 30 razy bliżej swojego słońca niż Ziemia i dlatego prawdopodobnie nie posiada atmosfery i znajduje się poza ekosferą. Ziemskie życie nie mogłoby przetrwać na Gliese 581 e, bo jest tam zbyt gorąco, aby woda mogła utrzymać się na powierzchni w stanie ciekłym.

## Odkrycie
Planeta ta została odkryta przez zespół Michela Mayora z Genewskiego Obserwatorium w Szwajcarii, odkrycia dokonano za pomocą urządzenia do pomiarów radialnych prędkości gwiazd HARPS zainstalowanego na 3,6 metrowym teleskopie w Obserwatorium La Silla (Chile), należącym do Europejskiego Obserwatorium Południowego.